# Frans Verhaegen

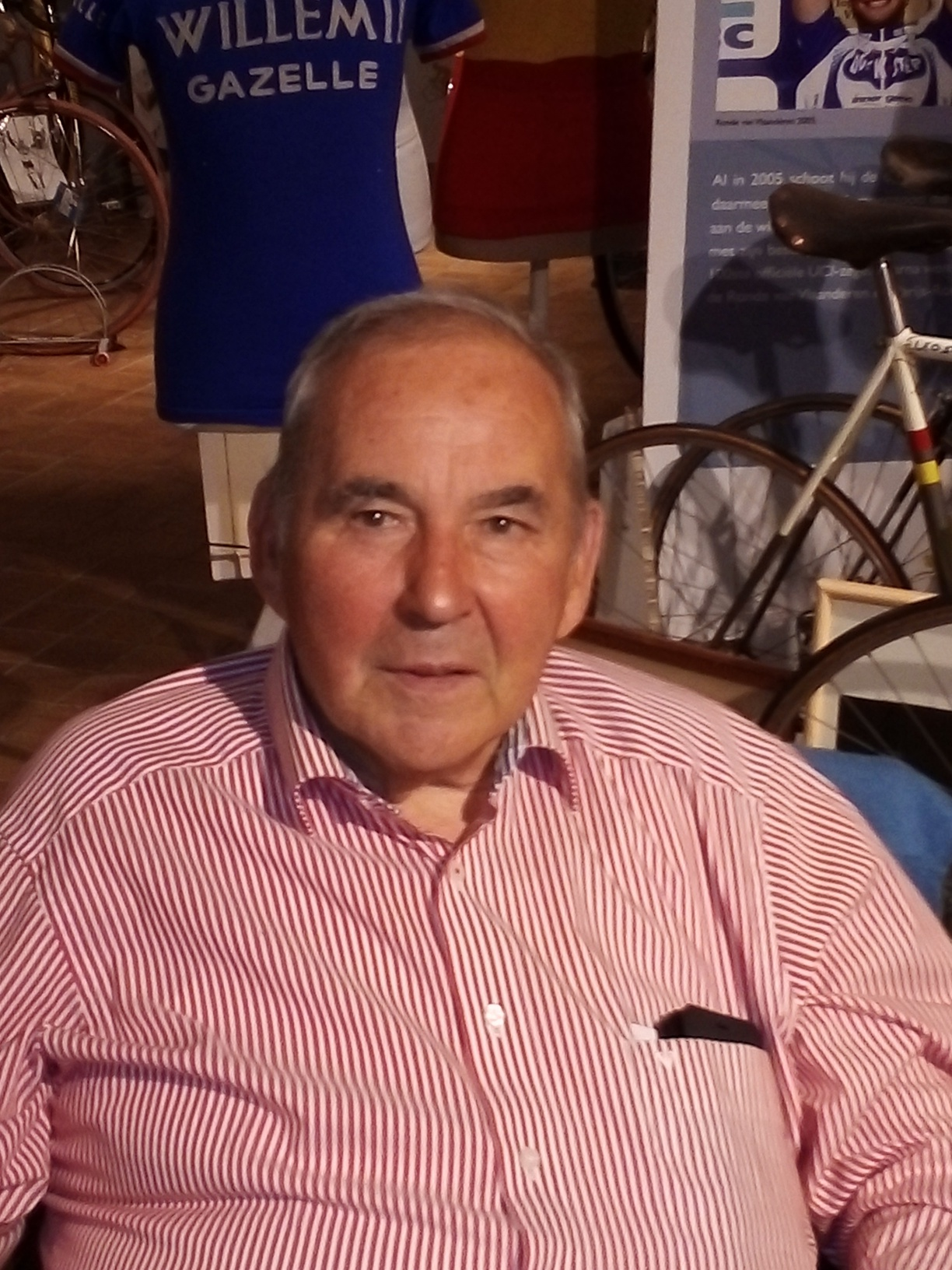
Frans Verhaegen (2018)

Frans Verhaegen (* 22. Januar 1948 in Pulle (Zandhoven)) ist ein ehemaliger belgischer Radrennfahrer und nationaler Meister im Radsport.

## Sportliche Laufbahn
Verhaegen war im Straßenradsport aktiv. 1970 gewann er die nationale Meisterschaft im Mannschaftszeitfahren mit August Herijgers, Ludo Van Der Linden, Willy Van Mechelen und Ludo Bosch. In der Internationalen Friedensfahrt 1969 wurde er 50. der Gesamtwertung.
1970 wurde er Berufsfahrer im Radsportteam BiC und blieb bis 1979 als Radprofi aktiv. In seiner ersten Profisaison siegte er im spanischen Eintagesrennen Clàssica Comunitat Valenciana vor Txomin Perurena. 1972 gewann er die nationale Meisterschaft der Interclubs mit Herman Van Springel, Jos Huysmans, Roger Rosiers, Willy Scheers und Ludo Van Der Linden. 1974 war er im Rennen Circuit de Belgique centrale und im Maaslandse Pijl erfolgreich. 1975 (vor Tino Tabak) und 1976 (vor Franky De Gendt) gewann er Kuurne–Brüssel–Kuurne, 1975 den Grand Prix de Momignies und 1977 das Kampioenschap van Vlaanderen. Zweiter wurde er in der belgischen Limburg-Rundfahrt und im Maaslandse Pijl 1973, im Circuit de Belgique centrale und im Circuit des frontières 1978.
In der Tour de France 1976 schied er aus. Verhaegen gewann in seiner Karriere sowohl als Amateur als auch als Profi eine Reihe von Kriterien und Rundstreckenrennen.